# Meteorus campestris
Meteorus campestris är en stekelart som beskrevs av Henry Lorenz Viereck 1905. Meteorus campestris ingår i släktet Meteorus och familjen bracksteklar. Inga underarter finns listade i Catalogue of Life.